# Geel walstro
Geel walstro of echt walstro (Galium verum) is een vaste plant uit de sterbladigenfamilie (Rubiaceae). De soort komt van nature voor in Eurazië.

## Beschrijving
Geel walstro is een rechtopstaande of bodembedekkende plant die 15-100 cm hoog kan worden. Doordat de ronde stengels vier ribben hebben, lijken ze vierkant. De plant vormt kransen van acht tot twaalf bladeren. Deze zijn lijnvormig en hebben een lengte van 0,6-1,2 cm. De bladranden zijn omgerold. De bovenzijde is donkergroen en glanzend; de onderzijde is bleker.
De bloem is goudgeel of citroengeel en heeft een grootte van 2-4 mm. De kroonslippen hebben een fijne stekpunt en een omgerolde rand. De onderzijde van de bloem is behaard. De bloemen hebben een honingachtige geur. De bloeiwijze is een pluim. De bloemen vormen bijschermen die samen een soort pluim vormen. De soort bloeit van juni tot de herfst.
De vrucht is een tweedelige splitvrucht die onbehaard is en 1-1,5 mm lang wordt. De rijpheid van de vruchten is te controleren aan de hand van de kleur: zodra deze zwart is, is de vrucht rijp.

## Standplaatsen
Geel walstro komt voor in weilanden, heggen, duinen, aan wegkanten, oevers en op droge zandgronden.

## Plantengemeenschap
Geel walstro is een kensoort voor de klasse van droge graslanden op zandgrond (Koelerio-Corynephoretea), een groep van plantengemeenschappen van droge graslanden op voedselarme zandgronden.
Het is tevens een indicatorsoort voor het mesofiel hooiland (hu) subtypes 'Glanshavergrasland' en 'Kamgrasgrasland op kalkrijke bodem',  een karteringseenheid in de Biologische Waarderingskaart (BWK) van Vlaanderen en het Brussels Hoofdstedelijk Gewest.

## Toepassingen
De plant bevat stremsel, dat bij de kaasbereiding gebruikt kan worden. Met de kleurstof uit de bloemen wordt Double Gloucester geelachtig-oranje gekleurd, hetgeen tevens de speciale smaak aan deze kaas geeft. In Schotland wordt de plant nog als verfstof gebruikt. Uit de wortel wordt een rode en uit de bloemen een gele verfstof gewonnen.
Geel walstro wordt in de fytotherapie gebruikt omdat er geneeskrachtige eigenschappen aan de plant worden toegeschreven.

## Waardplant
De rupsen van de klein avondrood (Deilephila porcellus) en de rupsen van de kolibrievlinder (Macroglossum stellatarum) hebben de plant als waardplant.
Liggend bergvlas is een halfparasiet op Geel walstro. Ook de volledig parasitaire plant Walstrobremraap kan op Geel walstro voorkomen.

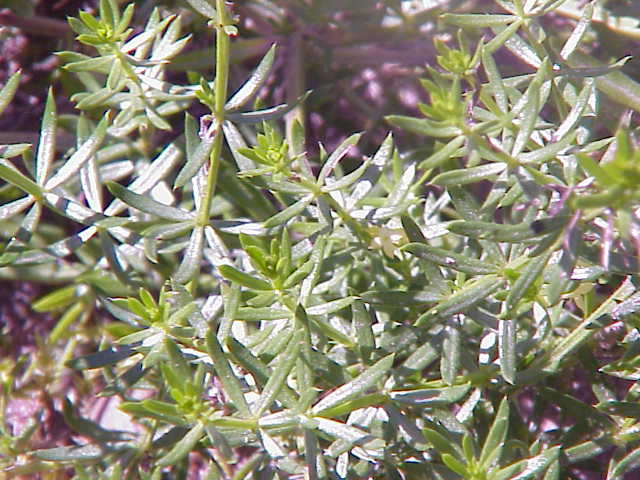
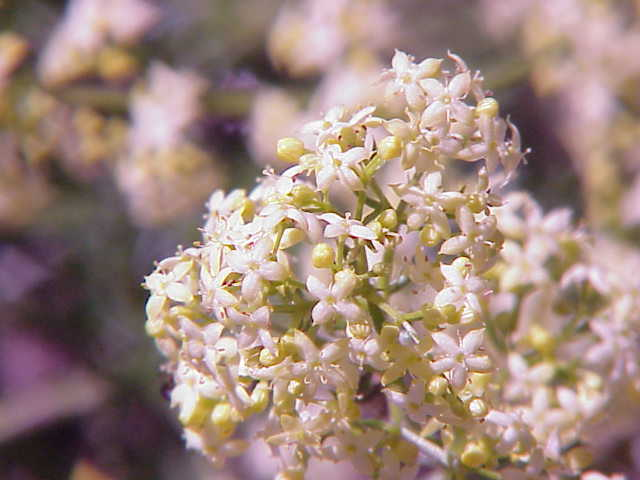
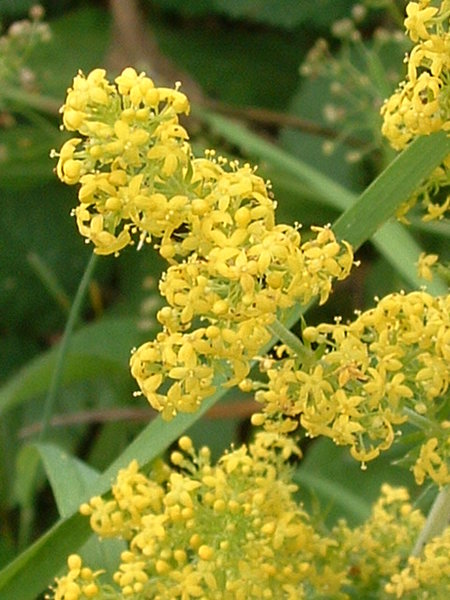